# رود تامبو (پرو)
رود تامبو (به اسپانیایی: Río Tambo) رودی در کشور پرو است. این رود که از اتصال رود انه و رود پرنه پدید می‌آید پس از طی ۱۵۹ کیلومتر پس از تلاقی با رود اوروباما رودخانه اوکایالی را به وجود می‌آورد.